# Bramki
Bramki is een plaats in het Poolse district  Warszawski zachodni, woiwodschap Mazovië. De plaats maakt deel uit van de gemeente Błonie en telt 867 inwoners.